# Berylune (Krater)
Berylune ist ein Einschlagkrater auf Ariel, dem viertgrößten Mond des Planeten Uranus. Berylune hat einen mittleren Durchmesser von 29 km und befindet sich auf Ariel zwischen 22,3 und 22,6° südlicher Breite und 326,6 und 329,3° östlicher Länge, westlich des Canyonsystems Kewpie Chasma. Die nächstgelegenen Krater mit Eigennamen sind Agape (südlich) und Mab (südöstlich).

## Benennung
Der Krater wurde benannt nach Bérylune, der Personifizierung des Glücklichseins in L'Oiseau bleu (in deutscher Übersetzung mit dem Titel Der blaue Vogel), einem Theaterstück von Maurice Maeterlinck aus dem Jahre 1908. Da der Mond Ariel nach dem Luftgeist aus William Shakespeares Der Sturm benannt wurde, werden Oberflächenmerkmale auf Ariel von der Internationalen Astronomischen Union (IAU) ebenfalls nach Luftgeistern benannt.
Beim Vorbeiflug der Raumsonde Voyager 2 im Januar 1986 konnten 35 Prozent der Ariel-Oberfläche in einer Auflösung fotografiert werden, die eine astrogeologische Auswertung erlaubt. Dazu gehörte auch der Krater Berylune. Die Benennung erfolgte 1988.